# The Biggest Hits XXX
Roxette XXX – The 30 Biggest Hits é um álbum de maiores sucessos da dupla sueca de música pop Roxette, lançado originalmente na Rússia em 11 de novembro de 2014, pela Parlophone Records e promovido pela turnê mundial homônima da dupla, que durou de 2014 até o ano 2016.

## Lançamento
Com a nova turnê que começou na Rússia, a nova coletânea de maiores sucessos foi lançado primeiramente neste mesmo país, em 11 de novembro de 2014. Consiste em dois CDs com trinta canções e foi planejada para combinar com a turnê que comemora os trinta anos de carreira da dupla. A coletânea foi lançada em outras partes do mundo, assim como ocorreu com a turnê.

## Faixas
| Disco um |                                                                                       |                                                      |         |  |
| N.º      | Título                                                                                | Produtor(es)                                         | Duração |  |
| 1.       | "The Look" (do álbum Look Sharp!!)                                                    | Clarence Öfwerman                                    | 3:57    |  |
| 2.       | "Dressed for Success" (US single mix) (do álbum Look Sharp!)                          | Öfwerman                                             | 4:13    |  |
| 3.       | "Dangerous" (versão remasterizada de 2003) (do álbum Look Sharp!)                     | Öfwerman                                             | 3:48    |  |
| 4.       | "It Must Have Been Love" (do filme Pretty Woman)                                      | Öfwerman                                             | 4:18    |  |
| 5.       | "How Do You Do!" (do álbum Tourism)                                                   | Öfwerman                                             | 3:09    |  |
| 6.       | "Wish I Could Fly" (do álbum Have a Nice Day)                                         | Öfwerman, Gessle, Marie Fredriksson, Michael Illbert | 4:40    |  |
| 7.       | "Spending My Time" (do álbum Joyride)                                                 | Clarence Öfwerman                                    | 4:48    |  |
| 8.       | "Almost Unreal" (do filme Super Mario Bros.)                                          | Öfwerman                                             | 3:54    |  |
| 9.       | "The Big L." (do álbum Joyride)                                                       | Öfwerman                                             | 4:25    |  |
| 10.      | "Fading Like a Flower (Every Time You Leave)" (do álbum Joyride)                      | Öfwerman                                             | 3:50    |  |
| 11.      | "Crash! Boom! Bang!" (do álbum Crash! Boom! Bang!)                                    | Öfwerman                                             | 4:26    |  |
| 12.      | "June Afternoon" (da coletânea de maiores sucessos Don't Bore Us, Get to the Chorus!) | Öfwerman                                             | 4:11    |  |
| 13.      | "Queen of Rain" (do álbum Tourism)                                                    | Clarence Öfwerman                                    | 4:55    |  |
| 14.      | "Opportunity Nox" (da coletênea The Pop Hits)                                         | Öfwerman                                             | 2:58    |  |
| 15.      | "Perfect Day" (do álbum Joyride)                                                      | Öfwerman                                             | 4:04    |  |

| Disco dois |                                                                                               |                                         |         |  |
| N.º        | Título                                                                                        | Produtor(es)                            | Duração |  |
| 1.         | "Joyride" (do álbum Joyride)                                                                  | Öfwerman                                | 4:01    |  |
| 2.         | "Sleeping in My Car" (do álbum Crash! Boom! Bang!)                                            | Öfwerman                                | 3:34    |  |
| 3.         | "Listen to Your Heart" (single editado) (do álbum Look Sharp!)                                | Öfwerman                                | 5:14    |  |
| 4.         | "Run to You" (do álbum Crash! Boom! Bang!)                                                    | Öfwerman                                | 3:38    |  |
| 5.         | "Real Sugar" (do álbum Room Service)                                                          | Öfwerman, Gessle, Fredriksson           | 3:14    |  |
| 6.         | "Milk and Toast and Honey" (do álbum Room Service)                                            | Öfwerman, Gessle, Fredriksson           | 4:04    |  |
| 7.         | "Stars" (do álbum Have a Nice Day)                                                            | Öfwerman, Gessle, Fredriksson, Illbert  | 3:48    |  |
| 8.         | "Vulnerable" (do álbum Crash! Boom! Bang!)                                                    | Öfwerman                                | 5:00    |  |
| 9.         | "The Centre of the Heart" (from the album Room Service)                                       | Öfwerman, Gessle, Fredriksson           | 3:23    |  |
| 10.        | "A Thing About You" (da coletânea The Ballad Hits)                                            | Öfwerman                                | 3:46    |  |
| 11.        | "Anyone" (do álbum Have a Nice Day)                                                           | Öfwerman, Gessle, Fredriksson, Illbert  | 4:31    |  |
| 12.        | "You Don't Understand Me" (da coletêna de maiores sucessos Don't Bore Us, Get to the Chorus!) | Öfwerman                                | 4:28    |  |
| 13.        | "She's Got Nothing On (But the Radio)" (do álbum Charm School)                                | Öfwerman, Gessle, Christoffer Lundquist | 3:34    |  |
| 14.        | "(Do You Get) Excited?" (do álbum Joyride)                                                    | Öfwerman                                | 4:15    |  |
| 15.        | "The Sweet Hello, the Sad Goodbye" (Bassflow Remake) (do iTunes)                              | Öfwerman                                | 4:48    |  |

## Paradas musicais
| Paradas (2015–16)                     | Melhor posição |
| ------------------------------------- | -------------- |
| Áustria (Ö3 Austria Top 40)           | 49             |
| Austrália (ARIA)                      | 27             |
| Bélgica (Ultratop Flandres)           | 55             |
| Bélgica (Ultratop Valônia)            | 156            |
| República Tcheca (ČNS IFPI)           | 8              |
| Países Baixos (Dutch Charts)          | 95             |
| Alemanha (Offizielle Deutsche Charts) | 14             |
| Greek Albums (IFPI)                   | 50             |
| Hungria (MAHASZ)                      | 8              |
| Nova Zelândia (RMNZ)                  | 38             |
| Polónia (ZPAV)                        | 18             |
| Espanha (PROMUSICAE)                  | 45             |
| Suíça (Schweizer Hitparade)           | 11             |
| Suécia (Sverigetopplistan)            | 46             |

## Histórico de lançamento
| País        | Data                   | Formato              | Gravadora          | Ref.   |
| ----------- | ---------------------- | -------------------- | ------------------ | ------ |
| Rússia      | 11 de novembro 2014    | Download digital, CD | Parlophone Records | [ 3 ]  |
| Reino Unido | 9 de fevereiro de 2015 | Download digital, CD | Parlophone Records | [ 18 ] |
| Mundial     | 4 de março de 2015     | Download digital, CD | Parlophone Records | [ 19 ] |